# Clossiana erda
Clossiana erda är en fjärilsart som beskrevs av Hugo Theodor Christoph 1893. Clossiana erda ingår i släktet Clossiana och familjen praktfjärilar. Inga underarter finns listade i Catalogue of Life.